# Horsens Privatbaner
Horsens Privatbaner (HP) var et driftsselskab, der blev oprettet i 1951 af de fire jernbaneselskaber, der drev privatbaner fra Horsens og i vidt omfang var gået sammen om driftsbestyrer, hovedkontor og værksted.

## Selskaber og strækninger
- Horsens-Juelsminde Jernbane (HJJ), oprindeligt med hovedkontor, værksted og maskindepot i Juelsminde.
  - Horsens-Juelsminde (1884-1957).
- Horsens-Tørring Banen (HTB), oprindeligt med hovedkontor og maskindepot i Tørring. Fra 1929 Horsens Vestbaner (HV).
  - Horsens-Tørring (1891-1957, godstrafik til 1962).
  - Tørring-Thyregod (1929-1957, godstrafik til 1962).
  - Rask Mølle-Ejstrupholm (1929-1957, godstrafik til 1962).
- Horsens-Bryrup Jernbane (HBJ), fra 1929 Horsens-Bryrup-Silkeborg Jernbane (HBS).
  - Horsens-Bryrup (1899-1968).
  - Bryrup-Silkeborg (1929-1968).
- Horsens-Odder Jernbane (HOJ), oprindeligt med eget værksted i Horsens.
  - Horsens-Odder (1904-1967).

## Samdrift mellem selskaberne
- 1899: HBJ fik fra starten driftsbestyrer (S. Holmblad) fælles med HJJ samt stationsbygning og værksted fælles med HTB, der også havde smalspor (1.000 mm).
- 1901: HJJ flyttede hovedkontoret fra Juelsminde til Horsens.
- 1904: HOJ fik fra starten også Holmblad som driftsbestyrer.
- 1. oktober 1921: Der blev oprettet fælles hovedkontor i Horsens for alle fire baner.
- 1924: Holmblad afløste N.P. Stensballe som driftsbestyrer for HTB, så alle fire baner nu havde samme driftsbestyrer. Nogenlunde samtidig begyndte HJJ og HOJ at benytte det fælles værksted efter overenskomst med de andre to baner, som stadig ejede det.
- 1929: De to vestvendte baner HV og HBS, der med flytningen af Horsens Station mistede deres egen privatbanestation, flyttede driftsledelsen til deres fælles forgreningsstation Lund.

## Fælles driftsselskab
Pga. de fire privatbaners dårlige økonomi foreslog Trafikministeriet i 1950 at slå dem sammen til ét selskab. Det mente selskabernes repræsentanter var for vidtgående, men man blev enige om at rationalisere driften, så banerne fik fælles trafikkontor, fælles personale og fælles materiel, styret af et fælles hovedkontor, så kontorerne i Juelsminde og Lund samt HOJ's godskontor på Horsens Havn kunne nedlægges.
Banerne blev drevet under navnet Horsens Privatbaner fra 1. november 1951. I 1952 blev der indviet en ny fælles remisebygning og et fælles trafikkontor på Horsens Stations perron 3.
Sammenlægningen af driften var ikke en fusion af de fire selskaber, for de aflagde stadig deres egne beretninger og regnskaber. Konstruktionen med et fælles driftsselskab var betryggende for kommunerne, som havde frygtet, at det med ét stort selskab ville blive sværere at kræve banen nedlagt for at komme ud af garantiforpligtelsen. Faktisk blev de fire baner ikke nedlagt samlet, men på forskellige tidspunkter i perioden 1957-68.